# Rougemontier
Rougemontier (voorheen Rougemontiers) is een gemeente in het Franse departement Eure (regio Normandië). De plaats maakt deel uit van het arrondissement Bernay en telde op 1 januari 2022 1.033 inwoners.

## Geschiedenis
In januari 2025 werd de gemeentenaam officieel gewijzigd van Rougemontiers naar Rougemontier.

## Geografie
De oppervlakte van Rougemontier bedroeg op 1 januari 2022 11,96 vierkante kilometer; de bevolkingsdichtheid was toen 86,4 inwoners per km².

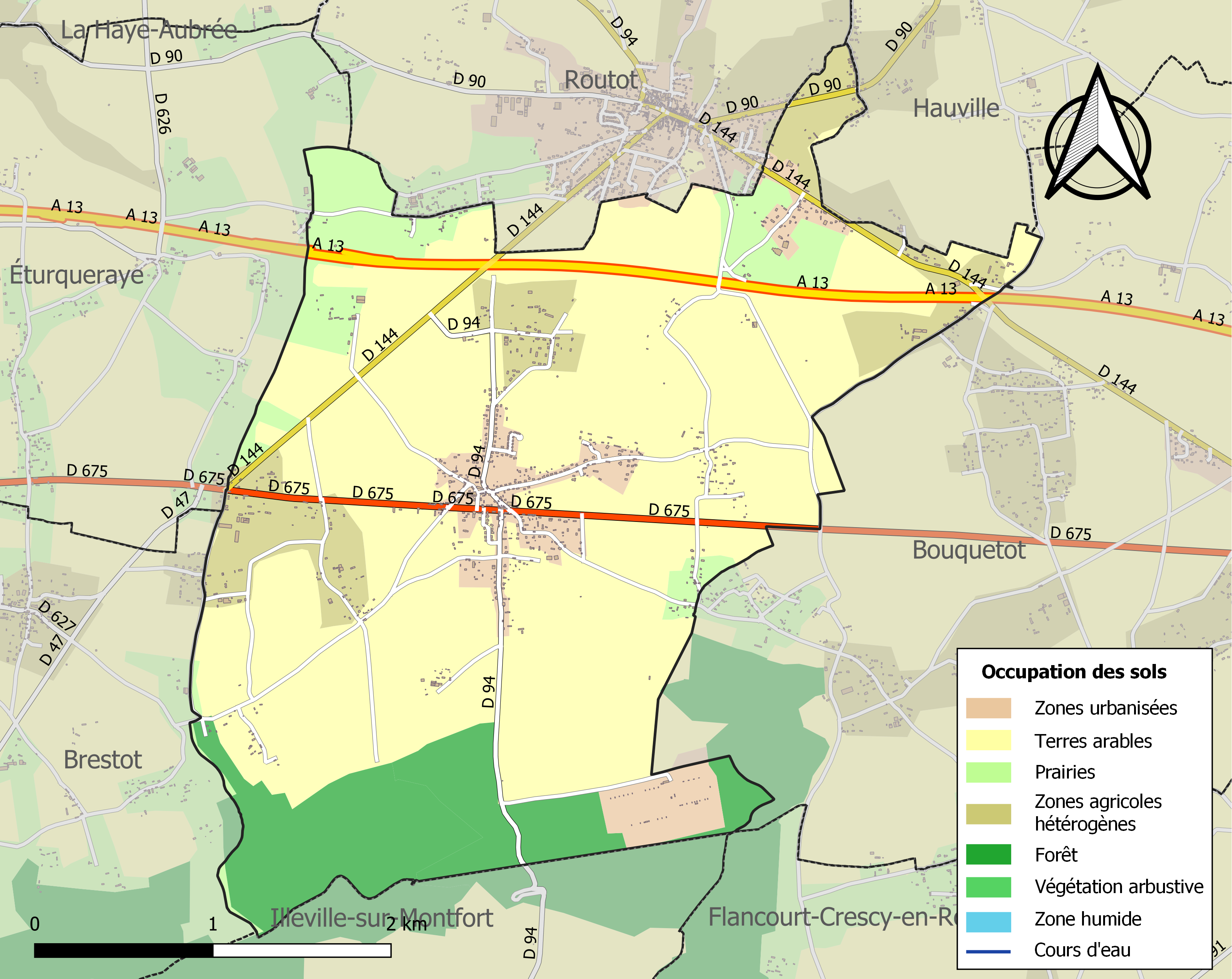
Kaart van de gemeente met belangrijkste infrastructuur, bodemgebruik en omliggende gemeenten

## Bezienswaardigheden
- De Église Saint-Martin

## Demografie
Onderstaande figuur toont het verloop van het inwonertal (bron: INSEE-tellingen).